# Giải bóng đá Các đội mạnh Toàn quốc 1993–94
Giải bóng đá Các đội mạnh Toàn quốc 1993–94 là mùa giải thứ 12 của giải đấu bóng đá hạng cao nhất Việt Nam và là mùa giải thứ tư với tên gọi Giải bóng đá Các đội mạnh Toàn quốc. Giải khởi tranh vào ngày 5 tháng 12 năm 1993 và kết thúc vào ngày 19 tháng 5 năm 1994 với 16 đội tham dự. Giải có sự tham gia lần đầu tiên của đội Sông Bé và sự quay trở lại sau một mùa giải vắng mặt của Công an Thanh Hóa.
Đây là lần đầu tiên có một công ty tài trợ cho giải đấu, với sự xuất hiện của Tiger Beer. Và cũng là lần đầu tiên, đội vô địch nhận được giải thưởng bằng tiền mặt (30 triệu đồng).

## Thay đổi trong mùa giải

### Thay đổi đội bóng
| Thăng hạng từ giải A1 toàn quốc 1992 - Sông Bé - Công an Thanh Hóa | Xuống hạng đến giải A1 toàn quốc 1993-94 - Dệt Nam Định - Quân khu 5 - Công an Hà Nội - Khánh Hòa |

### Thể thức thi đấu
Mùa giải này được chia thành hai giai đoạn:
- Giai đoạn 1: Các đội bóng được chia làm 2 bảng 8 đội, thi đấu vòng tròn hai lượt chọn 4 đội đứng đầu mỗi bảng vào giai đoạn 2.[2] 2 đội xếp cuối mỗi bảng sẽ xuống thi đấu ở giải A1 mùa bóng năm sau.
- Giai đoạn 2: 8 đội được chia vào 2 nhóm, thi đấu vòng tròn 1 lượt (không có trận hòa) để chọn 2 đội đứng đầu mỗi nhóm vào bán kết. Sau đó các đội tiếp tục thi đấu loại trực tiếp cho đến khi tìm ra nhà vô địch. Hai đội thua ở bán kết được coi là đồng giải ba.

### Giải thưởng
Đội vô địch mùa giải này sẽ nhận được phần thưởng tiền mặt trị giá 30 triệu đồng. Đội á quân được nhận 20 triệu đồng và đội hang ba nhận 10 triệu đồng. Đội đoạt giải phong cách (dựa trên đánh giá của ban tổ chức và tính điểm trong các trận thi đấu) sẽ nhận giải thưởng 10 triệu đồng.
Ngoài ra còn có các giải thưởng khác dành cho vua phá lưới, thủ môn xuất sắc nhất, cầu thủ trẻ xuất sắc nhất và trọng tài xuất sắc nhất mùa bóng, mỗi giải trị giá 1 triệu đồng. 

## Giai đoạn 1
Trong các bảng xếp hạng dưới đây, các thông số chỉ được tính trên một lượt trận đã đấu, còn các đội được đi tiếp được xác định theo kết quả của hai lượt trận.

### Bảng A
| TT | Đội                 | Tr | T | H | B | BT | BB | Đ  | Ghi chú                 |
| 1  | Hải Quan            | 7  | 4 | 2 | 1 | 13 | 9  | 10 | Lọt vào giai đoạn 2 (*) |
| 2  | Đồng Tháp           | 7  | 4 | 1 | 2 | 8  | 5  | 9  | Lọt vào giai đoạn 2 (*) |
| 3  | Long An             | 7  | 3 | 0 | 4 | 11 | 9  | 6  | Lọt vào giai đoạn 2 (*) |
| 4  | Câu lạc bộ Quân đội | 7  | 2 | 2 | 3 | 7  | 8  | 6  | Lọt vào giai đoạn 2 (*) |
| 5  | An Giang            | 7  | 5 | 0 | 2 | 14 | 9  | 10 |                         |
| 6  | Lâm Đồng            | 7  | 3 | 2 | 2 | 8  | 11 | 8  |                         |
| 7  | Công an Hải Phòng   | 7  | 1 | 4 | 2 | 5  | 6  | 5  | Xuống hạng A1           |
| 8  | Công an Thanh Hóa   | 7  | 0 | 1 | 6 | 5  | 14 | 1  | Xuống hạng A1           |

| Ngày        | Sân        | Tỷ số | Đội 1               | Đội 2               | Tỷ số | Sân       | Ngày       |
| 5 tháng 12  | Thanh Hóa  | 1-1   | Đồng Tháp           | Lâm Đồng            | 0-1   |           | 27 tháng 3 |
| 5 tháng 12  | Nghệ An    | 0-0   | Câu lạc bộ Quân đội | An Giang            | 1-2   |           | 27 tháng 3 |
| 5 tháng 12  | Đồng Hới   | 3-0   | Công an Hải Phòng   | Công an Thanh Hóa   | 1-0   |           | 27 tháng 3 |
| 5 tháng 12  | Đà Nẵng    | 0-2   | Long An             | Hải Quan            | 4-0   |           | 27 tháng 3 |
| 8 tháng 12  | Thanh Hóa  | 1-1   | Đồng Tháp           | An Giang            | 2-1   |           | 30 tháng 3 |
| 8 tháng 12  | Nghệ An    | 2-1   | Lâm Đồng            | Công an Thanh Hóa   | 3-2   |           | 30 tháng 3 |
| 8 tháng 12  | Đồng Hới   | 1-0   | Câu lạc bộ Quân đội | Hải Quan            | 1-2   |           | 30 tháng 3 |
| 8 tháng 12  | Huế        | 1-3   | Công an Hải Phòng   | Long An             | 0-1   |           | 30 tháng 3 |
| 12 tháng 12 | Nghệ An    | 0-1   | Đồng Tháp           | Công an Thanh Hóa   | 3-1   |           | 3 tháng 4  |
| 12 tháng 12 | Hà Tĩnh    | 1-1   | Hải Quan            | An Giang            | 3-1   |           | 3 tháng 4  |
| 12 tháng 12 | Đồng Hới   | 0-0   | Lâm Đồng            | Long An             | 3-1   |           | 3 tháng 4  |
| 12 tháng 12 | Đà Nẵng    | 1-2   | Câu lạc bộ Quân đội | Công an Hải Phòng   | 1-1   |           | 3 tháng 4  |
| 15 tháng 12 | Huế        | 1-0   | Đồng Tháp           | Hải Quan            | 1-2   |           | 6 tháng 4  |
| 15 tháng 12 | Quy Nhơn   |       | Công an Thanh Hóa   | Long An             | 0-2   |           | 6 tháng 4  |
| 15 tháng 12 | Quảng Trị  | 1-1   | An Giang            | Công an Hải Phòng   | 1-0   |           | 6 tháng 4  |
| 15 tháng 12 | Đà Nẵng    | 1-2   | Lâm Đồng            | Câu lạc bộ Quân đội | 0-0   |           | 6 tháng 4  |
| 19 tháng 12 | Quảng Ngãi | 0-0   | Đồng Tháp           | Công an Hải Phòng   | 0-0   |           | 10 tháng 4 |
| 19 tháng 12 | Huế        | 1-1   | Long An             | Câu lạc bộ Quân đội | 1-2   |           | 10 tháng 4 |
| 19 tháng 12 | Quy Nhơn   | 0-2   | Hải Quan            | Lâm Đồng            | 4-0   |           | 10 tháng 4 |
| 19 tháng 12 | Đà Nẵng    | 0-4   | Công an Thanh Hóa   | An Giang            | 1-3   |           | 10 tháng 4 |
| 22 tháng 12 | Đà Nẵng    |       | Đồng Tháp           | Long An             | 1-0   |           | 13 tháng 4 |
| 22 tháng 12 | Pleiku     |       | Hải Quan            | Công an Hải Phòng   | 2-2   |           | 13 tháng 4 |
| 22 tháng 12 | Quảng Ngãi |       | Công an Thanh Hóa   | Câu lạc bộ Quân đội | 1-2   |           | 13 tháng 4 |
| 22 tháng 12 | Quy Nhơn   |       | An Giang            | Lâm Đồng            | 3-0   |           | 13 tháng 4 |
| 26 tháng 12 | Quy Nhơn   | 1-2   | Đồng Tháp           | Câu lạc bộ Quân đội | 1-0   |           | 17 tháng 4 |
| 26 tháng 12 | Đắk Lắk    | 2-1   | Lâm Đồng            | Công an Hải Phòng   | 1-0   | Phan Rang | 17 tháng 4 |
| 26 tháng 12 | Đà Nẵng    | 1-0   | Long An             | An Giang            | 2-3   |           | 17 tháng 4 |
| 26 tháng 12 | Pleiku     | 2-0   | Hải Quan            | Công an Thanh Hóa   | 0-0   |           | 17 tháng 4 |

### Bảng B
| TT | Đội                           | Tr | T | H | B | BT | BB | Đ  | Ghi chú                 |
| 1  | Cảng Sài Gòn                  | 7  | 4 | 2 | 1 | 10 | 4  | 10 | Lọt vào giai đoạn 2 (*) |
| 2  | Công an Thành phố Hồ Chí Minh | 7  | 4 | 2 | 1 | 11 | 7  | 10 | Lọt vào giai đoạn 2 (*) |
| 3  | Quảng Nam-Đà Nẵng             | 7  | 4 | 0 | 3 | 12 | 10 | 8  | Lọt vào giai đoạn 2 (*) |
| 4  | Bình Định                     | 7  | 3 | 1 | 3 | 13 | 14 | 7  | Lọt vào giai đoạn 2 (*) |
| 5  | Sông Lam Nghệ An              | 7  | 3 | 3 | 1 | 7  | 6  | 9  |                         |
| 6  | Sông Bé                       | 7  | 2 | 3 | 2 | 9  | 9  | 7  |                         |
| 7  | Tiền Giang                    | 7  | 0 | 3 | 4 | 4  | 10 | 3  | Xuống hạng A1           |
| 8  | Đường sắt Việt Nam            | 7  | 0 | 2 | 5 | 7  | 13 | 2  | Xuống hạng A1           |

| Ngày        | Sân        | Tỷ số | Đội 1                         | Đội 2              | Tỷ số | Sân | Ngày       |
| 29 tháng 12 | Nha Trang  |       | Sông Bé                       | Đường sắt Việt Nam | 2-1   |     | 27 tháng 3 |
| 5 tháng 12  | Phan Rang  | 2-2   | Bình Định                     | Quảng Nam-Đà Nẵng  | 2-1   |     | 27 tháng 3 |
| 5 tháng 12  | Phan Thiết | 0-1   | Tiền Giang                    | Sông Lam Nghệ An   | 0-0   |     | 27 tháng 3 |
| 5 tháng 12  | Thống Nhất | 1-1   | Công an Thành phố Hồ Chí Minh | Cảng Sài Gòn       | 0-0   |     | 27 tháng 3 |
| 8 tháng 12  | Nha Trang  | 0-1   | Sông Bé                       | Bình Định          | 2-3   |     | 30 tháng 3 |
| 8 tháng 12  | Đà Lạt     | 2-2   | Đường sắt Việt Nam            | Sông Lam Nghệ An   | 1-1   |     | 30 tháng 3 |
| 8 tháng 12  | Phan Thiết | 1-0   | Quảng Nam-Đà Nẵng             | Cảng Sài Gòn       | 0-2   |     | 30 tháng 3 |
| 8 tháng 12  | Thống Nhất | 3-1   | Công an Thành phố Hồ Chí Minh | Tiền Giang         | 1-0   |     | 30 tháng 3 |
| 12 tháng 12 | Phan Rang  | 0-1   | Sông Lam Nghệ An              | Sông Bé            | 0-0   |     | 3 tháng 4  |
| 12 tháng 12 | Đà Lạt     | 1-2   | Cảng Sài Gòn                  | Bình Định          | 3-2   |     | 3 tháng 4  |
| 12 tháng 12 | Phan Thiết | 0-1   | Công an Thành phố Hồ Chí Minh | Đường sắt Việt Nam | 2-1   |     | 3 tháng 4  |
| 12 tháng 12 | Thống Nhất | 3-2   | Quảng Nam-Đà Nẵng             | Tiền Giang         | 2-1   |     | 3 tháng 4  |
| 15 tháng 12 | Thống Nhất | 0-1   | Cảng Sài Gòn                  | Sông Bé            | 0-0   |     | 6 tháng 4  |
| 15 tháng 12 | Nha Trang  | 3-0   | Công an Thành phố Hồ Chí Minh | Sông Lam Nghệ An   | 2-0   |     | 6 tháng 4  |
| 15 tháng 12 | Phan Rang  | 1-2   | Tiền Giang                    | Bình Định          | 1-1   |     | 6 tháng 4  |
| 15 tháng 12 | Đồng Nai   | 3-2   | Quảng Nam-Đà Nẵng             | Đường sắt Việt Nam | 3-1   |     | 6 tháng 4  |
| 19 tháng 12 | Thống Nhất | 1-2   | Sông Bé                       | Tiền Giang         | 2-1   |     | 10 tháng 4 |
| 19 tháng 12 | Đà Lạt     | 1-0   | Công an Thành phố Hồ Chí Minh | Quảng Nam-Đà Nẵng  | 1-3   |     | 10 tháng 4 |
| 19 tháng 12 | Cần Thơ    | 1-1   | Cảng Sài Gòn                  | Đường sắt Việt Nam | 2-1   |     | 10 tháng 4 |
| 19 tháng 12 | Phan Thiết | 1-0   | Sông Lam Nghệ An              | Bình Định          | 3-2   |     | 10 tháng 4 |
| 22 tháng 12 | Đồng Nai   |       | Công an Thành phố Hồ Chí Minh | Sông Bé            | 2-2   |     | 13 tháng 4 |
| 22 tháng 12 | Cần Thơ    |       | Cảng Sài Gòn                  | Tiền Giang         | 3-0   |     | 13 tháng 4 |
| 22 tháng 12 | Long An    |       | Sông Lam Nghệ An              | Quảng Nam-Đà Nẵng  | 2-1   |     | 13 tháng 4 |
| 22 tháng 12 | Thống Nhất |       | Bình Định                     | Đường sắt Việt Nam | 2-1   |     | 13 tháng 4 |
| 26 tháng 12 | Thống Nhất | 1-1   | Sông Bé                       | Quảng Nam-Đà Nẵng  | 1-2   |     | 17 tháng 4 |
| 26 tháng 12 | Long An    | 2-1   | Đường sắt Việt Nam            | Tiền Giang         | 1-1   |     | 17 tháng 4 |
| 26 tháng 12 | Nha Trang  | 0-0   | Công an Thành phố Hồ Chí Minh | Bình Định          | 3-1   |     | 17 tháng 4 |
| 26 tháng 12 | Đồng Nai   | 2-0   | Cảng Sài Gòn                  | Sông Lam Nghệ An   | 0-1   |     | 17 tháng 4 |

## Giai đoạn 2
Tất cả các trận đấu diễn ra trên sân vận động Thống Nhất, Thành phố Hồ Chí Minh. 

### Nhóm 1
| TT | Đội                 | Trận | Thắng | Thua | Bàn thắng | Bàn thua | Điểm | Ghi chú         |
| 1  | Câu lạc bộ Quân đội | 3    | 2     | 1    | 4         | 1        | 4    | Lọt vào bán kết |
| 2  | Long An             | 3    | 2     | 1    | 5         | 4        | 4    | Lọt vào bán kết |
| 3  | Bình Định           | 3    | 2     | 1    | 3         | 4        | 4    |                 |
| 4  | Quảng Nam-Đà Nẵng   | 3    | 0     | 3    | 2         | 5        | 0    |                 |

| Ngày                | Giờ   | Đội 1               | Tỷ số        | Đội 2               |
| 23 tháng 4 năm 1994 | 17:00 | Quảng Nam-Đà Nẵng   | 0-1          | Bình Định           |
| 24 tháng 4 năm 1994 | 17:00 | Long An             | 1-0          | Câu lạc bộ Quân đội |
| 30 tháng 4 năm 1994 | 17:00 | Bình Định           | 1-1, 4-1 (p) | Long An             |
| 1 tháng 5 năm 1994  | 17:00 | Câu lạc bộ Quân đội | 0-0, > (p)   | Quảng Nam-Đà Nẵng   |
| 5 tháng 5 năm 1994  | 15:00 | Câu lạc bộ Quân đội | 3-0          | Bình Định           |
| 5 tháng 5 năm 1994  | 17:00 | Long An             | 3-2          | Quảng Nam-Đà Nẵng   |

### Nhóm 2
| TT | Đội                           | Trận | Thắng | Thua | Bàn thắng | Bàn thua | Điểm | Ghi chú         |
| 1  | Cảng Sài Gòn                  | 3    | 3     | 0    | 4         | 0        | 6    | Lọt vào bán kết |
| 2  | Công an Thành phố Hồ Chí Minh | 3    | 2     | 1    | 6         | 4        | 4    | Lọt vào bán kết |
| 3  | Hải Quan                      | 3    | 1     | 2    | 4         | 6        | 2    |                 |
| 4  | Đồng Tháp                     | 3    | 0     | 3    | 1         | 5        | 0    |                 |

| Ngày                | Giờ   | Đội 1                         | Tỷ số        | Đội 2        |
| 23 tháng 4 năm 1994 | 17:00 | Công an Thành phố Hồ Chí Minh | 0-1          | Cảng Sài Gòn |
| 24 tháng 4 năm 1994 | 17:00 | Đồng Tháp                     | 0-2          | Hải Quan     |
| 30 tháng 4 năm 1994 | 17:00 | Cảng Sài Gòn                  | 2-0          | Hải Quan     |
| 1 tháng 5 năm 1994  | 17:00 | Công an Thành phố Hồ Chí Minh | 1-1, 5-3 (p) | Đồng Tháp    |
| 5 tháng 5 năm 1994  | 15:00 | Công an Thành phố Hồ Chí Minh | 4-2          | Hải Quan     |
| 5 tháng 5 năm 1994  | 17:00 | Cảng Sài Gòn                  | 1-0          | Đồng Tháp    |

## Bán kết
14 tháng 5 năm 1994
| Long An | 1-3 | Công an Thành phố Hồ Chí Minh |

15 tháng 5 năm 1994
| Cảng Sài Gòn | 1-0 | Câu lạc bộ Quân đội |

## Chung kết
19 tháng 5 năm 1994
| Cảng Sài Gòn | 2-0 | Công an Thành phố Hồ Chí Minh |

| Vô địch Giải bóng đá Các đội mạnh Toàn quốc 1993–94 |
| --------------------------------------------------- |
| Cảng Sài Gòn Lần thứ hai                            |